# Лимитани
Лимитаните (на латински: limitanei, riparienses или ripenses), са важна част от късноримската армия и ранно-византийската армия, започвайки от военната реформа в края на 3 – началото на 4 век, като са изпълнявали ролята на гранични войски. Лимитани означава „войници на граничните области“ (от Латински език – limes, означаващо военна граница), а рипенси (ripenses или riparienses) – „войници по брега на реката“ (брегова охрана, основно по Рейн и Дунав). Лимитаните, за разлика от комитатенсите, палатините и школниците, са гарнизони на граничните фортове и обикновено защитават само областта около тях.
Лимитаните са имали по-нисък статут и ранг и съответно по-ниско заплащане от комитатенсите, палатините и школниците, като това разделение на видове части заменя (в голяма степен) предишното разделение на преторианци, легионери и ауксилиари. Частите и с ранг лимитани, и с ранг палатини, са включвали поделения от легионерски и помощен тип.
Характерът на лимитаните се променя значително от създаването им в края на 3 – началото на 4 век, и изчезването им през 6 и 7 век. През 4 век лимитаните са професионални войници, и са се сътояли от пехотни и кавалерийски части, както и от речни флотилии, след 5 век според една от версиите те стават и земеделци, които допълнително охраняват границата,, но според друга няма доказателства за това; след 6 век се превръщат в провинциални милиции, на които не се плаща от имперския бюджет.
Ролята на лимитаните остава недокрай изяснена. Elton и Treadgold предполагат, че освен охрана на граничните фортове, те са изпълнявали и ролите на гранични войски и митническа полиция. Те са били в състояние да се справят с малки до средни набези на варвари без помощта на полевите армии – комитати. Според Elton, липсата на исторически сведения за варварски нахлувания с по-малко от 400 души предполага, че с по-малко от толкова са се справяли граничните части без да викат подкрепление от комитатите. Luttwak вижда ролята на лимитаните като един от ключовите елементи на стратегията за защита в дълбочина от 4 век, като полевите армии – комитати – са другия ключов елемент.

## Създаване и история
виж Късноримска армия
В началото на 3 век, по времето на Протектората, Римските войски са се състояли от няколко провинциални армии, командвани от губернаторите на провинции, малка съпровождаща императора част, командвана лично от него, гвардейски части като Преторианската гвардия и градски кохорти. Полевите армии в този период са временни формирования, съставени от мобилизирани ветерани и/или части командировани (отделени) от провинциалните армии. Към края на 3 век, поради честите войни, полевите армии са оставали формирани по няколко години, командвани директно от императора, и войници са набирани специално за тях.
Към средата на 4 век въоръжените сили на Рим са разделени на гранични армии, командвани от дука на провинцията, и постоянни полеви армии начело с армейски генерали, подчинени пряко на императора – Magister equitum („Генерал на конницата“) и Magister peditum („Генерал на пехотата“) за големите армии или военен комита за малките. Граничните армии са патрулирали границите и са отблъсквали малки до средни нападения. Тези гранични армии по-късно приемат името лимитани или рипенси. Полевите армии са се включвали при големи нахлувания, при войни срежу узурпатори, и при мащабни кампании в чужбина. Полевите армии по-късно биват наречени комитати, а частите им получават ранг комитатенси или палатини. Първото известно писмени свидетелство за рипенсите е от 325 г., а първото за лимитаните – не по-рано от 363 г.
Историците спорят дали император Диоклециан или някой от следващите императори, примерно Константин I, разделят въоръжените сили на полеви и гранични армии. Теодор Момзен, Parker, а от по-скорошните Treadgold и Potter приписват реорганизацията на Диоклециан. Nischer, van Berchem, а от по-скорошните Bishop и Coulston са на мнение, че Диоклециан само е увеличил армията, а Константин I и следващите императори са я реформирали. Strobel вижда реформата като кулминация на една тенденция, започнала в началото на 3 век, като Диоклециан (само) усилва полевите и граничните армии.
Разделянето на Римската империя, падането на Западната империя и формирането на оставащите провинции означава, че лимитаните са имали различно развитие на Изток и Запад, или дори в различните региони на Запад.
На изток, император Юстиниан I (упр. 527 – 565) спира изплащането на заплатите им. След това източните лимитани престават да бъдат професионални войници, но продължават да съществуват като провинциални милиции до времето на войните с Персите и Арабското нашествие.
Арабските армии на Палестина, Йордан, Дамаск и Хом може да са наследниците на римските гранични войски в тези провинции.
На Запад, падането на империята води до прекратяване на редовните плащания (на заплати). Heather отбелязва един инцидент в житието на Св. Северин в провинция Норик ок. 460 г., когато бандити залавят и убиват лимитани, носещи заплатата за частта си.

## Организация
Лимитаните са съставлявали по-голямата част от Късноримската армия. В частта за Изтока на Нотиция Дигнитатум, от около 395 части, може би около 195 500 души са били в граничните войски, без да броим речните флотилии, 104 000 в полевите армии и 3500 в дворцовата гвардия. В западната част, съдържаща около 420 части, ситуацията не е толкова ясна, поради редактирането на Нотицията през годините – в нея няма информация за някои гранични провинции, но все още има информация за Британските провинции, които по това време вече са отпаднали от империята.
Размерът на армията, а от там и на лимитаните, остава предмет на спорове. A.H.M. Jones и Treadgold защитават тезата, че късноримската армия е била значително по-голяма от армията на Принципата, като според Treadgold размера и е достигал 645 000 войника. Karl Strobel оспорва това, като според него размера на късноримската армия е бил около 435 000 войника по времето на Диоклециан, и около 450 000 по времето на Константин I.
Лимитаните обикновено са били командвани от граничните дукове на провинцията. Имало е и някои изключения, когато лимитаните са били командвани от гранични комити, или когато един дук е командвал граничните войски на две или повече провинции.
Частите на лимитаните са включвали пехотни легиони, често разделени между два лагера, а понякога и между повече, пехотни части тип numeri, milites и кохорти, а също така и кавалерийски части тип vexillationes, equites, cunei и али. Размерът на легионите е спорен. Jones предполага, че те са имали поне 3000 войника, защото в състава им често са споменавани 10 кохорти, и понеже те понякога са били разделяни между няколко бази (лагера). Treadgold предполага, че те вероятно са имали около 1000 войника, а по-малките типове части са били от 500 души всяка. Различните наименования на частите – numeri, milites и кохорти за пехотата, или vexillationes, equites, cunei и али за кавалерията, вероятно не са признак за различна структура или роля на съответните части, макар че според Pat Southern и Karen Dixon, различните имена може да са признак за различен статут.
През 4 век в граничните войски е имало лека и тежка пехота, лека и тежка кавалерия, а също и речни флотилии. Според оценките на Treadgold пехотата е представлявала 50,1% от граничните войски, а кавалерията – 49,9%, без да броим речните флотилии.

### Псевдокомитатенси
Връзката между лимитаните от граничните войски и псевдокомитатенсите – частите на полевите армии с най-нисък ранг, остава неясна. Теодор Момзен предполага, че псевдокомитатенсите са поделения от лимитаните, командировани в полевата армия и по-късно включени в състава и, и повечето автори след него приемат тази теория. E.C. Nischer предлага алтернативна теория, според която псевдокомитатенсите са били местни гарнизони (във вътрешността, или в крепости с особен статут), независими от граничните войски, и затова са били подчинени на същото командването като частите на полевите армии.

## Въоръжение
M.C. Bishop и J.C.N. Coulston, в големия си труд за Римското въоръжение, не правят разлика между това на лимитаните от това на комитатенсите и палатините.
В късноримската империя има централизирано производство на въоръжение във военни фабрики (fabricae), създадени от Диоклециан, в които се произвеждат оръжие и доспехи за цялата армия.

## Военни укрепления
Лимитаните са били гарнизони на фортове по границата на Римската империя. Hugh Elton разделя фортовете на четири категории: „гарнизонни фортове, изнесени фортове, стражеви кули и укрепени места.“ Тези укрепления са образували отбранителна линия покрай граничните реки, като Рейн, Дунав и част от Ефрат (за кратко), покрай защитните валове (стени), например Адриановия вал, или покрай важни военни пътища, като Strata Diocletiana.
Гарнизонните фортове са тези до градовете на границата, или други фортове, в които има самостоятелни части лимитани.
Изнесените фортове са по-малки (за да съберат цяла част), и в тях се командироват поделения от най-близкия гарнизонен форт.
Стражевите кули или по-малките укрепления са носели името бург (на латински: burgus), a войниците в тях – бургари (на латински: burgarius).
Укрепените места са се изграждали на отсрещния бряг на реката (за да се наблюдава местността и да се осигури безопасно пресичане на войската при нужда).
При Диоклециан и Константин I се изграждат редица нови гранични укрепления, а старите се подсилват и укрепват. Фортът при Divitia до Кьолн, важно предмостие на източния бряг на Рейн, е бил изграден през този период. Като цяло в късноримския период има повече, но по-малки фортове по римските граници, отколкото в предишния период. Това се разглежда като доказателство, че частите на граничните войски са били по-малки отпреди, или една част е била разделяна между няколко форта, или и двете.

## Списък на частите с ранглимитани
виж същоЛегиони на късната Римска империя

### Западна Римска Империя
Части, споменати в Нотиция Дигнитатум:

#### подчинени наComes Africae(„комита на Африка“)
1. Praepositus limitis Thamallensis;
2. Praepositus limitis Montensis in castris Leptitanis;
3. Praepositus limitis Bazensis;
4. Praepositus limitis Gemellensis;
5. Praepositus limitis Tubuniensis;
6. Praepositus limitis Zabensis;
7. Praepositus limitis Tubusubditani;
8. Praepositus limitis Thamallomensis;
9. Praepositus limitis Balaretensis;
10. Praepositus limitis Columnatensis;
11. Praepositus limitis Tablatensis;
12. Praepositus limitis Caputcellensis;
13. Praepositus limitis Secundaeforum in castris Tillibanensibus;
14. Praepositus limitis Taugensis;
15. Praepositus limitis Bidensis;
16. Praepositus limitis Badensis;

#### подчинени наComes Tingitaniae(„комита на Мавритания/Тингитания“)
1. Praefectus alae Herculeae, Tamuco;
2. Tribumus cohortis secundae Hispanorum, Duga;
3. Tribumus cohortis primae Herculeae, Aulucos;
4. Tribumus cohortis primae Ityraeorum, Castrabarensis;
5. Tribumus cohortis ........, Sala;
6. Tribumus cohortis Pacatianensis, Pacatiana;
7. Tribumus cohortis tertiae Asturum, Tabernas;
8. Tribumus cohortis Friglensis, Friglas;

### Източна Римска Империя
В НД няма части, означени като limitanei.
По-долу са дадени само легионите, означени като legiones riparienses (крайбрежни легиони), с командирите си.

#### подчинени наDux Scythiae(„дук на Скития“), заедно с командирите си
1. Praefectus legionis secundae Herculiae, Trosmis – Legio II Herculia;
2. Praefectus ripae legionis secundae Herculiae cohortis quintae pedaturae inferioris, Axiupoli;
3. Praefectus ripae legionis secundae Herculiae cohortis quintae pedaturae inferioris, Iprosmis;
4. Praefectus legionis primae Ioviae, Nouioduno;
5. Praefectus ripae legionis primae Ioviae cohortis quintae pedaturae superioris, Nouioduno;
6. Praefectus ripae legionis primae Ioviae cohortis quintae pedaturae inferioris, Accisso;
7. Praefectus ripae legionis primae Ioviae cohortis ....;
8. et secundae Herculiae musculorum Scythicorum et classis, Inplateypegiis;

#### подчинени наDux Moesiae(„дук на Мизия)
1. Praefectus legionis primae Italicae, Nouas;
2. Praefectus ripae legionis primae Italicae cohortis quintae pedaturae superioris, Nouas;
3. Praefectus ripae legionis primae Italicae cohortis quintae pedaturae inferioris, Sexagintaprista;
4. Praefectus legionis undecimae Claudiae, Durostoro;
5. Praefectus ripae legionis undecimae Claudiae cohortis quintae pedaturae superioris, Transmariscae;
6. Praefectus ripae legionis undecimae Claudiae cohortis quintae pedaturae inferioris, Transmariscae;
7. Praefectus navium amnicarum et militum ibidem deputatorum;

### Първични източници
- Нотиция Дигнитатум
- трудовете на Ammianus Marcellinus

### Вторични източници
- M.C. Bishop and J.C.N. Coulston, Roman Military Equipment, From the Punic Wars to the Fall of Rome (Oxbow Books, 2006)
- Hugh Elton, Warfare in Roman Europe AD 350 – 425 (Oxford University Press, 1996).
- Peter Heather, The Fall of the Roman Empire: A New History, (MacMillan, 2005).
- Benjamin Isaac, The Limits of Empire: the Roman Army in the East (Oxford University Press, revised ed. 1992).
- A.D. Lee, War in Late Antiquity, A Social History (Blackwell, 2007).
- Luttwak, Edward. The Grand Strategy of the Roman Empire.   Baltimore, Johns Hopkins, 1976. ISBN 0801821584.
- Pat Southern and Karen R. Dixon, The Late Roman Army (Routledge, 1996).* Karl Strobel, „Strategy and Army Structure between Septimius Severus and Constantine the Great“, in Paul Erdkamp, A Companion to the Roman Army (Wiley-Blackwell, 2011).
- Warren Treadgold, Byzantium and Its Army, 284 – 1081 (Stanford University Press, 1995).
- Michael Whitby, „Army and Society in the Late Roman World“ in Paul Erdkamp, A Companion to the Roman Army (Wiley-Blackwell, 2011).

|  | Тази страница частично или изцяло представлява превод на страницата Limitanei в Уикипедия на английски. Оригиналният текст, както и този превод, са защитени от Лиценза „Криейтив Комънс – Признание – Споделяне на споделеното“, а за съдържание, създадено преди юни 2009 година – от Лиценза за свободна документация на ГНУ. Прегледайте историята на редакциите на оригиналната страница, както и на преводната страница, за да видите списъка на съавторите. ВАЖНО: Този шаблон се отнася единствено до авторските права върху съдържанието на статията. Добавянето му не отменя изискването да се посочват конкретни източници на твърденията, които да бъдат благонадеждни. |